# Verderonne
Verderonne – miejscowość i gmina we Francji, w regionie Hauts-de-France, w departamencie Oise.
Według danych na rok 1990 gminę zamieszkiwało 571 osób, a gęstość zaludnienia wynosiła 171 osób/km² (wśród 2293 gmin Pikardii Verderonne plasuje się na 484. miejscu pod względem liczby ludności, natomiast pod względem powierzchni na miejscu 1028.).